# Rossz szomszédság
A Rossz szomszédság (egyes országokban: Bad Neighbors) 2014-ben bemutatott amerikai filmvígjáték, melynek rendezője Nicholas Stoller, forgatókönyvírói Andrew Cohen és Brendan O'Brien. A főszerepeket Seth Rogen, Zac Efron, Rose Byrne, Dave Franco és Christopher Mintz-Plasse alakítja.
A filmet 2014. március 8-án mutatták be a South by Southwest rendezvényen, az Amerikai Egyesült Államokban 2014. május 9-én, Magyarországon május 15-én szinkronizálva, a UIP-Dunafilm forgalmazásában. A projekt pozitív értékeléseket kapott a kritikusoktól. Bevételi szempontból jól teljesített, ugyanis több mint 270 millió dolláros bevételt gyűjtött a 18 millió dolláros költségvetésével szemben, ami Rogen legnagyobb bevételt hozó élőszereplős filmje lett.
A folytatás, a Rossz szomszédság 2. 2016. május 20-án debütált, Stoller visszatért rendezőként, és a szereplők nagy része újra szerepet kapott.

## Cselekmény
Mac Radner és ausztrál származású felesége, Kelly alkalmazkodnak Stella nevű kislányukkal az élethez. A szülői lét korlátai miatt nehezen tudják fenntartani régi életmódjukat, ami elidegeníti őket barátaiktól, Jimmy Blevins-től és annak volt feleségétől, Paulától. A Delta Psi Beta, a fergeteges bulijairól ismert diákszövetség a szomszédba költözik. A diákszövetség vezetői, Teddy Sanders és Pete Regazolli egy hatalmas évzáró bulival igyekeznek bekerülni a Delta Psi Hírességek Csarnokába.
Radnerék megkérik Teddyt, hogy ne csapjon nagy zajt, de a fiú hogy elnyerje a kegyeiket, meghívja őket is a buliba. Kelly találkozik Teddy barátnőjével, Brooke Shyvel, és Teddy megmutatja Macnek a hálószobáját, ahol egy rakás tűzijáték és egy biztosítószekrény van, amely a ház áramellátását szabályozza. Teddy beleegyezik, hogy megoldja a hangzavart, de Macnek és Kellynek meg kell ígérnie, hogy mindig őket hívják a rendőrség helyett. A következő éjszaka, amikor a szomszédban zajló buli miatt Stella nem tud aludni, Mac nem tudja értesíteni Teddyt. Kelly meggyőzi Macet, hogy névtelenül felhívja a rendőrséget, de Watkins rendőr azonosítja őket Teddynél. Teddy-t elárulva, a Delta Psi vezetésével Macet és Kelly-t vegzálni fogják, aminek az lesz a következménye, hogy Stella majdnem megeszik egy használaton kívüli óvszert, miután a diákszövetség a Radnerék gyepére dobja a szemetüket. Mac és Kelly a főiskola dékánjához, Carol Gladstone-hoz fordul, de az iskolának "három támadásos" szabálya van, mielőtt beavatkozna; a Delta Psi első támadása az volt, hogy felgyújtotta a régi házukat.

## Szereplők
| Szerep                | Színész                  | Magyar hang         |
| --------------------- | ------------------------ | ------------------- |
| Mac Radner            | Seth Rogen               | Anger Zsolt         |
| Kelly Radner          | Rose Byrne               | Balsai Móni         |
| Teddy Sanders         | Zac Efron                | Markovics Tamás     |
| Pete Regazolli        | Dave Franco              | Hamvas Dániel       |
| Scoonie Schofield     | Christopher Mintz-Plasse | Kovács Lehel        |
| Jimmy Blevins         | Ike Barinholtz           | Kálloy Molnár Péter |
| Garfield „Garf” Slade | Jerrod Carmichael        | Szabó Máté          |
| Watkins rendőr        | Hannibal Buress          | Viczián Ottó        |
| Doktor Theodorakis    | Jason Mantzoukas         | Nagypál Gábor       |
| Férfi a TV-ben        | Steve Carell             | Kassai Károly       |

Cameoszereplők: Andy Samberg, Akiva Schaffer, Jorma Taccone, Adam DeVine, Blake Anderson, Anders Holm, Kyle Newacheck és Jake Johnson.

## Fogadtatás
A Metacritic oldalán a film értékelése 68% a 100-ból, ami 45 véleményen alapul. A Rotten Tomatoeson a Rossz szomszédság 73%-os minősítést kapott, 200 értékelés alapján.